# Feng Zefang
Feng Zefang (en chino tradicional, 馮澤芳; en chino simplificado, 冯泽芳; Yiwu, 20 de febrero de 1899 – Anyang, 22 de septiembre de 1959) fue un agrónomo chino especializado en el cultivo del algodón y académico de la Academia China de las Ciencias.

## Biografía
Nació el 20 de febrero de 1899 en el seno de una familia de agricultores en Yiwu, provincia de Zhejiang. Su familia era relativamente adinerada y, además de cultivar la tierra, también regentaban una pequeña farmacia. Asistió a la escuela primaria en su ciudad natal. En 1913, fue admitido en la Séptima Escuela Secundaria de la provincia de Zhejiang y, después de graduarse en 1917, pero debido a la falta de medios económicos de su familia, tuvo que enseñar durante un año en una escuela primaria local. En 1918, ingresó en la Escuela Normal Superior de Nankín, gracias a una beca, y se graduó en 1921.
En 1921, año de su graduación, la Escuela Normal Superior de Nankín fue ascendida a Universidad del Sureste. Feng Zefang comenzó a trabajar en la universidad mientras obtenía calificaciones de licenciatura de acuerdo con las regulaciones de la escuela y en cuatro años completó sus estudios y recibió el título de licenciado de la Universidad del Sudeste en 1925.
En 1930, continuó sus estudios en la Universidad Cornell en los Estados Unidos, donde consiguió un doctorado en 1933, con la tesis «Un estudio genético y citológico de especies híbridas de algodones asiáticos y americanos», que luego se publicó en la revista Botanical Gazette.
Después de recibir su doctorado, regresó a China y trabajó para varias agencias gubernamentales, incluido el Instituto Nacional de Mejoramiento del Algodón y la Oficina Nacional de Investigación Agrícola y fue profesor a tiempo parcial en la Universidad Nacional Central. Desde 1933, estuvo realizando investigaciones de campo sobre el algodón en China. Después del estallido de la segunda guerra sino-japonesa, especialmente después de la retirada del Gobierno Nacionalista a Chongqing, estudió el algodón en Yunnan.
En 1955, fue elegido miembro de la Academia China de las Ciencias. En 1957, se trasladó junto con su familia al Instituto de Investigación del Algodón de la Academia China de Ciencias Agrícolas, ubicado en Anyang en la provincia de Henan.
Murió el 22 de septiembre de 1959 durante el conocido como movimiento antiderechista.